# Tía Cotilla
La Tía Cotilla fue el mote por el que fue conocida María de la Trinidad, un personaje del Madrid del reinado de Fernando VII. Se hizo tan famosa que acabó dejando su sobrenombre como sinónimo de persona murmuradora y entrometida en lo que no le importa. Está incorporada esa acepción al DRAE, junto con la de la prenda femenina que originó el mote.
La Tía Cotilla se dedicaba con inusual celo al acoso y denuncia de cualquiera que le parecía de ideología liberal, en el periodo conocido como Ominosa Década (1823-1833), en que los absolutistas estaban en el poder, para acabar ajusticiada el 25 de agosto de 1838, con 64 años, ya en el reinado de Isabel II de España y bajo el régimen liberal.

Esta fanática de la política... estuvo implicada en varios asesinatos que se cometieron el 15 de agosto de 1835. Su maquiavélica y ágil mente era de tal calibre que, puesta al frente de una sanguinaria pandilla, acometía a cuantos liberales indefensos hallaba a su paso. De las declaraciones recogidas en el sumario se deduce que era "la mujer más inmoral que ha visto el sol y la más infame e indigna de vivir en sociedad". Fue condenada a galeras en varias ocasiones, pero el asesinato de un tambor de Urbanos, Francisco Rancera, la llevó al cadalso.

La utilización en la represión política de la nueva institución de control social que es la policía creada precisamente en esa época, es el marco en el que puede entenderse la red de espionaje y delación creada por la Tía Cotilla, que pasó a ser en el imaginario popular una especie de contrafigura reaccionaria de la heroína liberal Mariana Pineda (condenada a muerte en 1831 por bordar una bandera revolucionaria que escondía en su casa de Granada).